# Ahmed Qasem
Ahmed Qasem, né le 12 juillet 2003 en Suède, est un footballeur suédois qui évolue au poste de milieu offensif au Nashville SC.

## Biographie

### En club
Né en Suède, Ahmed Qasem commence le football au LSW IF (en) avant d'être formé par le Motala AIF FK. Alors qu'il est courtisé par plusieurs clubs de première division comme l'IFK Norrköping et l'IFK Göteborg, il s'engage en faveur de l'IF Elfsborg le 18 janvier 2021. 
Qasem joue son premier match pour l'IF Elfsborg le 28 février 2021, à l'occasion d'une rencontre de coupe de Suède face au Utsiktens BK. Il entre en jeu à la place de Simon Olsson et son équipe s'impose ce jour-là par quatre buts à un. Il fait sa première apparition dans l'Allsvenskan, l'élite du football suédois, le 2 mai 2021, contre l'AIK Solna. Il entre en jeu à la place de Jeppe Okkels, et Elfsborg est battu par un but à zéro,.
En parallèle de ses débuts en équipe première, Qasem joue avec l'équipe des moins de 21 ans du club, avec laquelle il remporte le championnat de la catégorie en 2022.

### En sélection
Ahmed Qasem représente l'équipe de Suède des moins de 19 ans entre 2021 et 2022. Il joue un total de dix matchs et marque trois buts avec cette sélection.
En mai 2023, Ahmed Qasem est appelé pour la première fois avec l'équipe de Suède espoirs par le sélectionneur Daniel Bäckström.